# Tombé du ciel (album)
Pour les articles homonymes, voir Tombé du ciel.
Albums de Jacques Higelin
Higelin à Bercy
(1986) Follow the live
(1990)
Singles
1. Tombé du ciel
2. Poil dans la main
3. Follow the Line

Tombé du ciel est le dixième album studio de Jacques Higelin, sorti le 6 décembre 1988.
Le disque s'est vendu, selon InfoDisc, à 426 600 exemplaires et a été certifié double disque d'or en 1989 et disque de platine en 1991.

## Chansons
Les musiques, paroles et arrangements sont de Jacques Higelin, sauf :
- Ballade pour Roger (paroles de J.Higelin, Marie Rivière et Roger Knobelspiess) et
- La fuite dans les idées (arrangements de William Sheller)

### Édition 33 tours
| 1. | Follow the line              | 4:16 |
| 2. | La fuite dans les idées      | 3:56 |
| 3. | Bras de fer                  | 4:30 |
| 4. | Tom Bonbadilom               | 4:04 |
| 5. | Parc Montsouris (à mon père) | 5:19 |

| 1. | Tombé du ciel                               | 4:47 |
| 2. | Poil dans la main                           | 4:05 |
| 3. | Chanson                                     | 4:04 |
| 4. | Ballade pour Roger                          | 6:13 |
| 5. | Le drapeau de la colère                     | 4:35 |
| 6. | L'innocence (version courte, instrumentale) | 2:00 |

### Édition CD
| No  | Titre                                    | Durée |
| --- | ---------------------------------------- | ----- |
| 1.  | Follow the line                          | 4:16  |
| 2.  | La fuite dans les idées                  | 3:56  |
| 3.  | Bras de fer                              | 4:30  |
| 4.  | Parc Montsouris (à mon père)             | 5:19  |
| 5.  | Tombé du ciel                            | 4:47  |
| 6.  | Poil dans la main                        | 4:05  |
| 7.  | Chanson                                  | 4:04  |
| 8.  | Tom Bonbadilom                           | 4:04  |
| 9.  | Ballade pour Roger                       | 6:13  |
| 10. | Le drapeau de la colère                  | 4:35  |
| 11. | L'innocence (version longue, avec texte) | 6:28  |
| 12. | Symphonie des droits de l'homme          | 12:07 |

## 45 tours extraits de l'album
- Tombé du ciel / Parc Montsouris
- Poil dans la main / Chanson (version studio différente et plus longue)
- Follow the line (Remix) / Bras de fer

## Musiciens
- Jacques Higelin : voix, piano, synthétiseurs, accordéon
- Michel Santangelli : batterie
- Guy Delacroix : basse
- Jean-François Oricelli : guitares
- Charlie Ollins : claviers
- Emberik Dali : percussion
- Anne Vassiliu et Marilyne Marolany : chœurs

## Invités
- Marie Rivière : voix sur Ballade pour Roger
- Djura : voix sur Le drapeau de la colère
- Didier Lockwood : violon sur Follow the line et Chanson
- Doudou N'diaye Rose et son groupe : tambours sur Le drapeau de la colère
- Djamel Ben Yelles : violon sur Le drapeau de la colère
- William Sheller : piano, arrangement des cordes sur La fuite dans les idées
- Tchikara Tsuzuki : mélodica sur Tombé du ciel